# ジェラール・ロンゲ
ジェラール・ロンゲ（Gérard Longuet、1946年2月21日 - ）は、フランスの政治家。パリ近郊のオー＝ド＝セーヌ県、 ヌイイ＝シュル＝セーヌ市出身。国民運動連合（UMP）所属の元老院（上院）議員。国民議会（下院）議員、閣内相、欧州議会議員を歴任している。
1990年から1995年までフランス民主連合を形成した中道右派政党共和党の総裁を務め、この間、1990年から1994年まで産業相を務めた。
建設会社からの政治献金をめぐり起訴されたが、2005年無罪判決を受けた。
2011年2月27日、チュニジア旅行で便宜供与を受けたミシェル・アリヨ＝マリー外務大臣が辞任、アラン・ジュペが国防大臣から外務大臣に横滑りし、ロンゲが国防大臣（国防・退役軍人相）に任命された。